# The Acrobatic Fly
The Acrobatic Fly er en britisk stumfilm fra 1910 af F. Percy Smith.